# Teresa Adam
Pour les articles homonymes, voir Adam (homonymie).
Teresa Adam, née le 3 mars 1990 à Waitakere, est une triathlète et coureuse cycliste néo-zélandaise, multiple vainqueur sur compétition Ironman.

## Palmarès triathlon
Le tableau présente les résultats les plus significatifs (podium) obtenus sur le circuit international de triathlon depuis 2018.
| Année | Compétition                   | Pays             | Position          | Temps           |
| ----- | ----------------------------- | ---------------- | ----------------- | --------------- |
| 2021  | Port of Tauranga Half Ironman | Australie        | Médaille d'or     | 3 h 57 min 1 s  |
| 2020  | Ironman Nouvelle-Zélande      | Nouvelle-Zélande | Médaille d'or     | 8 h 40 min 29 s |
| 2019  | Ironman Western Australia     | Australie        | Médaille d'or     | 8 h 38 min 43 s |
| 2019  | Ironman Cairns                | Australie        | Médaille d'or     | 9 h 48 min 34 s |
| 2019  | Ironman Nouvelle-Zélande      | Nouvelle-Zélande | Médaille d'argent | 9 h 5 min 32 s  |
| 2018  | Ironman Cairns                | Australie        | Médaille d'or     | 8 h 53 min 16 s |
| 2018  | Ironman Nouvelle-Zélande      | Nouvelle-Zélande | Médaille d'argent | 9 h 5 min 35 s  |

## Palmarès cyclisme
- 2020
  -  Championne de Nouvelle-Zélande du contre-la-montre
  - 3e du championnat de Nouvelle-Zélande sur route